# Јунџулар
Јунџулар или Јунчин (грч. Κύμινα, Кимина) је насељено место у општини Делта у периферији Средишња Македонија, Грчка. Према попису из 2021. године било је 3.210 становника. Налази се у непосредној близини западног дела Солунског залива.
Према бугарском географу и историчару, Василу Канчову, у Јунџулару је 1900. године живело 890 Словена хришћана.  Македонски историчар Тодор Симовски, 1998. године наводи да је Јунџулар словенско насеље.